# زبان برنامه‌نویسی مدارهای مجتمع با کاربرد خاص
زبان برنامه‌نویسی مدارهای مجتمع با کاربرد خاص (به انگلیسی: Application-specific integrated circuit programming language) یا به اختصار زبان برنامه‌نویسی ای‌سیک (به انگلیسی: ASIC programming language)، یک کامپایلر و محیط توسعه یکپارچه برای زیر مجموعه ای از زبان برنامه‌نویسی بیسیک است. این نرم‌افزار برای  MS-DOS و سیستم‌های سازگار به عنوان نرم‌افزار مشروط منتشر شد. توسط Dave Visti با نرم‌افزار ۸۰/۲۰ نوشته شده، یکی از معدود کامپایلرهای BASIC بود که به‌طور قانونی برای  دانلود از بی‌بی‌اس در دسترس بود. ASIC اجازه کامپایل یک فایل EXE یا COM را می‌دهد. یک فایل COM برای برنامه  Hello world تعداد ۳۶۰ بایت دارد.
ASIC یا همون زبان برنامه‌نویسی مدارهای مجتمع با کاربرد خاص، پشتیبانی کمی از  عملگرهای منطقی،  ساختارهای کنترلی، و محاسبات ممیز شناور دارد. این کمبودها منجر به شعاری شوخ طبعانه شد که، "ASIC: تقریباً مثل بیسیک است!"

## امکانات
زبان برنامه‌نویسی مدارهای مجتمع با کاربرد خاص (ASIC) در مقایسه با کد دستور العمل نمادین همه منظوره مبتدیان (BASIC)های هم نسل خودش ضعف‌های زیادی دارد (به شدت ضعف دارد).
ویژگی‌های ASIC به گونه‌ای انتخاب شده‌اند که یک برنامه به راحتی و مستقیماً به زبان ماشین کامپایل شود؛ بنابراین، بسیاری از ساختارهای زبان ASIC معادل ساختارهای زبان اسمبلی هستند.

### اصطلاحات
ASIC عملگر  توان ^ ندارد.
ASIC عملگرهای بولی (AND ، OR ، NOT و …) ندارد.

### ورودی و خروجی
آرگومان‌های PRINT باید متغیر یا دقیق باشند.
PRINT به کاربر اجازه استفاده از عبارات ترکیبی به عنوان آرگومان‌های خود نمی‌دهد و همچنین اجازه استفاده از  رشته‌های پیوند شده با ; یا + را هم نمی‌دهد.
اگر دستور PRINT با ; یا , نوشته شده باشد، دستور PRINT بعدی در موقعیتی که این دستور متوقف شده، ادامه می‌دهد، درست مثل اینکه آرگومان آن به آرگومان دستور PRINT قبلی اضافه شده‌است.
LOCATE row, column :
مکان نما متن را به موقعیت (column ، row)، که در آن ۰ ≤ column و ۰ ≤ row است، حرکت می‌دهد. موقعیت (۰، ۰) گوشه بالا سمت چپ می‌باشد.

### گرافیک
PSET (row,column),color
روشن کردن پیکسل رنگی در موقعیت (column ، row)، که در آن ۰ ≤ column و ۰ ≤ row . موقعیت (۰، ۰) گوشه بالا سمت چپ می‌باشد.

### تصمیم‌ها
یک شرط بولی در IF ممکن است فقط مقایسه اعداد یا رشته‌ها را انجام دهد (فقط شامل این پارامترها باشد)، اما مقایسه ای از عبارت‌های ترکیبی نیست.
پس از THEN، ممکن است دنباله ای از عبارت‌ها با ELSE یا ENDIF محدود شده باشد. مثال:
```
IF
 
X
 
<
 
0
 
THEN

  
PRINT
 
"Negative"

ELSE

  
PRINT
 
"Non-negative"

ENDIF

```

برخلاف سایر BASICها، دستورها را نمی‌توان بین THEN و انتهای خط قرار داد.
یک IF شرطی اگر می‌تواند پرش شرطی را انجام دهد. در این مورد، پس از THEN ممکن است یک برچسب Label وجود داشته باشد.

### حلقه زدن
در FOR ، بعد از TO ممکن است فقط یک عدد - دقیق یا متغیر - وجود داشته باشد اما یک عبارت ترکیبی نمی تواند باشد. STEP در ASIC وجود ندارد.

### شاخه زدن یا انشعاب
در یک عبارت GOTO ، برچسب یا (label) باید با یک (دو نقطه) : دنبال شود.

### زیر برنامه ها
در یک عبارت GOSUB ، برچسب یا (label) باید با (دو نقطه) : استفاده شود.

## BAS2ASI
این ابزار برای تبدیل برنامه های GW-BASIC به شکل ASIC نسخه 5.0 است که البته برخی ویژگی های GW-BASIC را پشتیبانی نمی کند. مثال ها:

STEP در  حلقه for تبدیل نشده است.
برنامه
```
10
 
FOR
 
i
=
10
 
TO
 
1
 
STEP
 
-1
 

20
 
PRINT
 
i

30
 
NEXT
 
i

```

تبدیل به
```
	
REM
 
10
 
FOR
 
i
=
10
 
TO
 
1
 
STEP
 
-1
 

	
FOR
 
I@
 
=
 
10
 
TO
 
1
 

		
ASIC0@
 
=
 
-1
 
-1
 

		
I@
 
=
 
I@
 
+
 
ASIC0@
 

		

		
REM
 
20
 
PRINT
 
i

		
PRINT
 
I@
 

		

		
REM
 
30
 
NEXT
 
i
		
REM
 
30
 
NEXT
 
i
		
3
:
  
Syntax
 
error

```

عملگر  توان ^ تبدیل نشده است.
و برنامه
```
10
 
a
=
2

20
 
b
=
a
^
10

30
 
PRINT
 
b

```

تبدیل می شود به
```
	
REM
 
10
 
a
=
2

L10:
 

	
A@
 
=
 
2
 

	

	
REM
 
20
 
b
=
a
^
10

	
2
:
  
Syntax
 
error

	
REM
 
30
 
PRINT
 
b
	
REM
 
30
 
PRINT
 
b
	
3
:
  
Syntax
 
error

```